# Square Élisa-Mercœur
Ne pas confondre avec le square Mercœur à Paris
Le square Élisa-Mercœur est un jardin public de Nantes.

## Situation et accès
Situé dans le Centre-ville de Nantes, le square se trouve le côté sud du Château des ducs de Bretagne et à l'est de l'île Feydeau. 
Il est bordé sur le côté sud par les cours Commandant-d'Estienne-d'Orves et John-Kennedy qui se rejoignent par l'intermédiaire d'un rond-point permettant d'accéder à la rue de Strasbourg qui, venant du nord, scinde le square en deux.
Un passage souterrain permet aux piétons de passer sous la ligne ferroviaire Nantes/Saint-Nazaire au niveau de ce rond-point afin de rejoindre l'allée Baco.

## Origine du nom
Il a été baptisé en l'honneur de la poétesse nantaise Élisa Mercœur (1809-1835).

## Historique

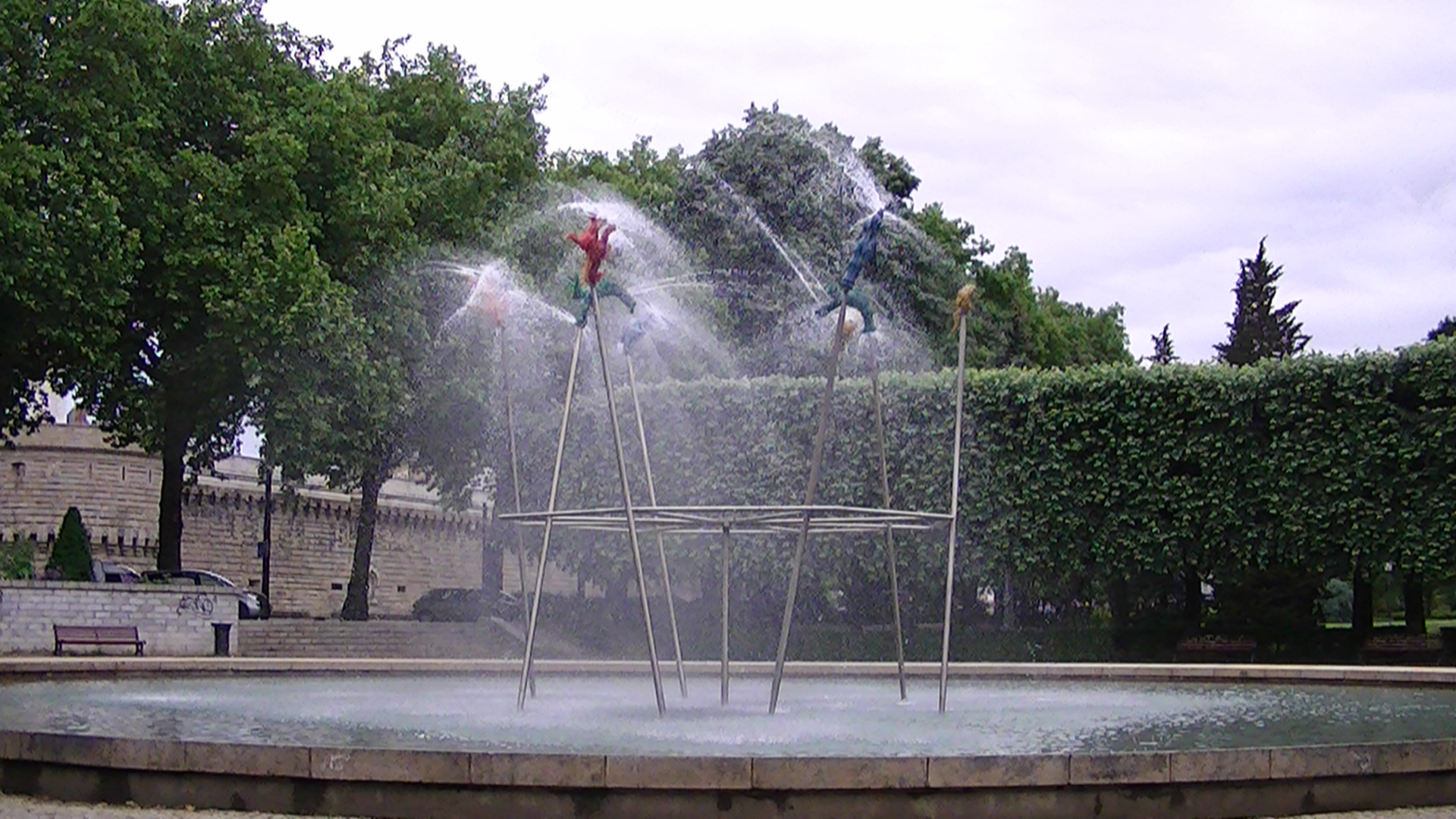
« La Fontaine de verre » d'Éric Fonteneau en 2011, un an avant les travaux d'aménagement.

Le square a été créé au lendemain de la Seconde Guerre mondiale sur les remblais des anciens bras de la Loire qui furent précédemment comblés, notamment le « bras de l'Hôpital » et qui furent un temps occupés par des baraquements provisoires abritant les familles sinistrées par les bombardements.
Il était alors enclavé, coincé entre les cours Commandant-d'Estienne-d'Orves et John-Kennedy, et la voie ferrée Nantes/Saint-Nazaire.
Il comporte notamment l'un des premiers séquoïa de Chine introduit en Europe.
Il prend son nom actuel par délibération du conseil municipal du 29 février 1968.
Au milieu du parc, un bassin accueillait depuis 1993 en son centre, une fontaine sculpturale d'Éric Fonteneau intitulée « La Fontaine de verre ».
Depuis la fin du XXe siècle, l'enclavement du square avait favorisé sa fréquentation, notamment le soir, par des populations SDF, ainsi que par celle de la communauté homosexuelle dont plusieurs membres y avaient été victimes d'agressions homophobes, alimentant un sentiment d'insécurité nocturne dans ce secteur.

### Travaux de restructuration
Le 12 novembre 2012, des travaux de restructuration du square ont débuté et se sont achevés à l'été 2015.
Ils ont d'abord permis de faire basculer, le 19 juin 2013, la circulation automobile et celle des deux-roues des cours Commandant-d'Estienne-d'Orves et John-Kennedy, au sud du square, le long de la ligne ferroviaire Nantes/Saint-Nazaire. Le passage souterrain se trouvant sous la voie ferrée permettant de rejoindre l'allée Baco, a été également réaménagé, avec la construction de deux ascenseurs à chacune de ses extrémités facilitant ainsi son accès aux personnes à mobilité réduites.
Un rond-point a été aussi créé approximativement à l'emplacement du bassin (la fontaine qui s'y trouvait a été démontée avant d'être éventuellement déplacé vers un autre lieu) et permet désormais de faire la jonction entre les deux cours avec la rue de Strasbourg qui a été rallongée, scindant ainsi le square en deux parties.

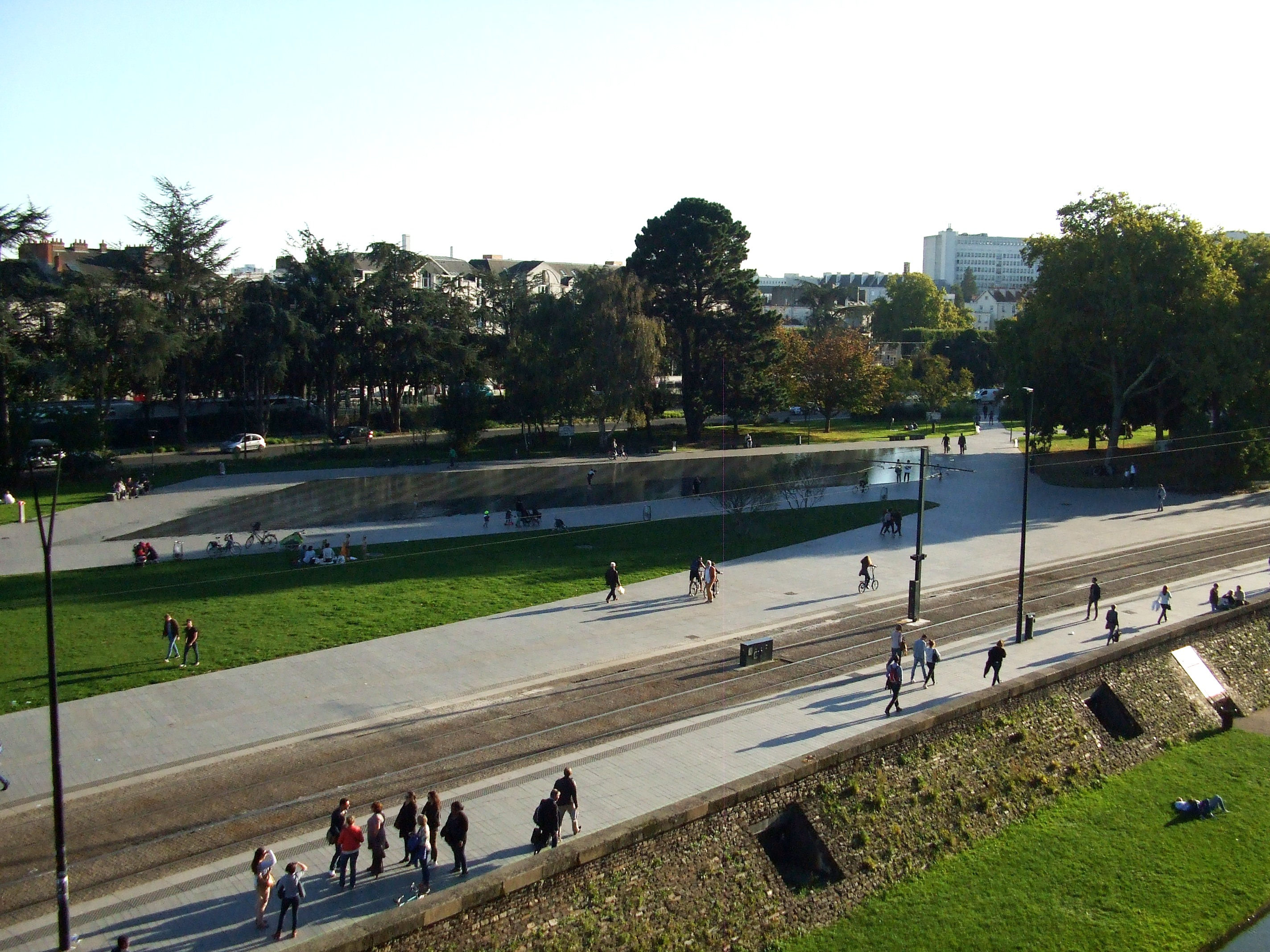
Le miroir d'eau inauguré en 2015, vu des remparts du château des Ducs de Bretagne.

Cet aménagement a nécessité l'abattage ou replantation vers d'autres parcs de la ville de 80 des 217 arbres du square, lesquels ont été remplacés par un nombre identique à minima de plantations, dont des sujets d'essence noble : magnolias, érables du Japon, arbres au caramel, etc.
Ces travaux, qui ont nécessité la fermeture temporaire du square, ont ainsi permis le désenclavement de ce dernier par son extension vers l'île Feydeau et le château en gagnant 4 000 m2 supplémentaires sur l'emplacement des anciens tracés des cours.
Afin de remplacer sa « Fontaine de verre », l'artiste Éric Fonteneau a conçu une nouvelle œuvre en bronze intitulée « Un arbre, la forêt », installée à l'automne 2013. Elle représente des oiseaux de bords de Loire perchés dans des troncs d'arbres fins et élancés.
Une aire de jeux clôturée pour les enfants a également été aménagée sur sa partie ouest et inaugurée le 15 juillet 2014. Elle a été dotée d'une structure ludique de 30 mètres de long en forme de dragon en bois d’acacia, œuvre de l'artiste japonais Kinya Maruyama, pour la conception de laquelle il s'est inspiré des dessins d'élèves de l’école Emile-Péhant du quartier Madeleine-Champ de Mars toute proche.
Face au château, le long de la ligne 1 de tramway, un miroir d'eau de 1 300 m2 a été inauguré le 5 septembre 2015.